# Тарсія
Тарсія (італ. Tarsia, сиц. Tarsia) — муніципалітет в Італії, у регіоні Калабрія, провінція Козенца.
Тарсія розташована на відстані близько 410 км на південний схід від Рима, 85 км на північ від Катандзаро, 36 км на північ від Козенци.
Населення — 2062 особи (2014).
Щорічний фестиваль відбувається останньої неділі травня. Покровитель — San Francesco da Paola.

## Демографія
Населення за роками:

Станом на 1 січня 2023 року в муніципалітеті офіційно проживали 83 іноземці з 17 країн, серед них 27 громадян країн Євросоюзу та 1 громадянин України.

## Сусідні муніципалітети
- Бізіньяно
- Корильяно-Калабро
- Роджано-Гравіна
- Сан-Деметріо-Короне
- Сан-Лоренцо-дель-Валло
- Сан-Марко-Арджентано
- Санта-Софія-д'Епіро
- Спеццано-Альбанезе
- Терранова-да-Сібарі